# Juliette Milési
Pour les articles homonymes, voir Milesi.

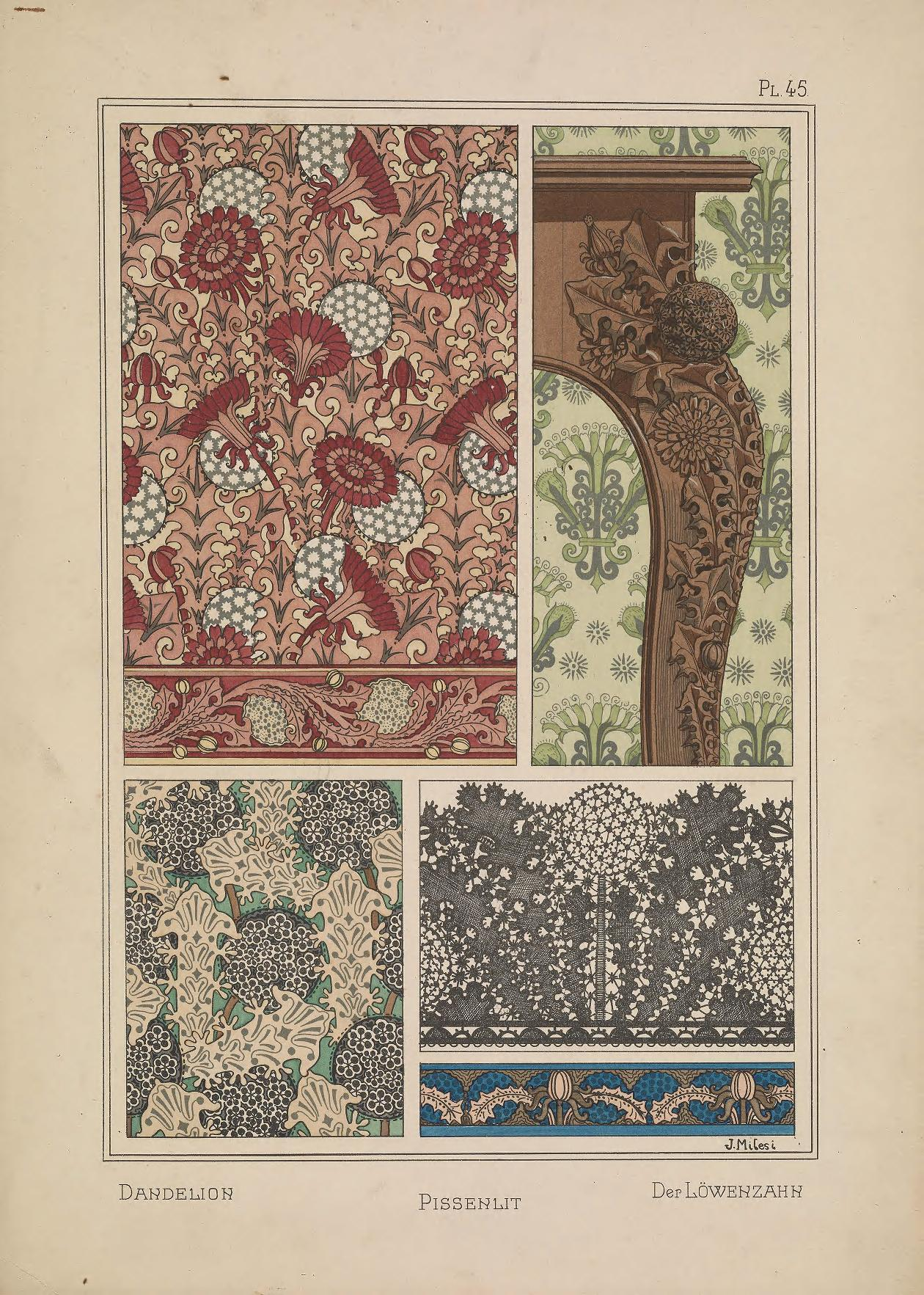
Pissenlit (1896)

Juliette Milesi, née le 25 juillet 1872 dans le 9e arrondissement de Paris et morte le 13 février 1959 à Bourg-la-Reine (Hauts-de-Seine), est une artiste parisienne de l'Art nouveau.

## Biographie
Juliette Milesi naît le 25 juillet 1872 dans le 9e arrondissement de Paris.
Elle est la fille de François Dominique Milesi (né vers 1834 en Italie, décédé en 1886), entrepreneur de fumisterie, et de Marie Cécile Boucher (née vers 1841, décédée après 1892), blanchisseuse. Elle devient l'élève d'Eugène Grasset et de Luc-Olivier Merson.
Elle étudie à l'École supérieure d'art et de design de Reims.
En 1900, elle expose les Quatre saisons d'après un dessin de l'illustratrice de livres pour enfants Kate Greenaway (1846-1901). Édouard Didron écrit « Mlle  Milesi, dont nous voyons les travaux pour la première fois, expose un vitrail d'appartement qui n'est pas sans mérite ; ce sont quatre femmes symbolisant les quatre saisons : l'une d'elles cueille des fleurs de marronnier, la seconde tient une gerbe de blé, une autre fait de l'apiculture, et la dernière porte le bois mort de l'hiver. Cet ouvrage est d'une bonne exécution ». Léon Daumont-Tournel écrit « La coloration paraît un peu triste et monotone, mais une couche uniforme de peinture doit y contribuer pour une large part ».
En 1908, elle enseigne en tant que professeur de composition décorative dans l'enseignement public.
Relativement oubliée, plusieurs de ses œuvres sont vendues dans une vente publique en 2014. Les enchères sont peu élevées.

## Expositions
- Salon de la Société des artistes français[5]
- Société nationale des beaux-arts[5]
- Salon de la Société des artistes décorateurs[5]
- Exposition universelle[5]

## Récompenses
- 2e au concours entre élèves, organisé par l'Union centrale des arts décoratifs[10].
- En 1896 :
  - 2e au concours de bandeau de cheminée[11].
  - mention honorable au concours d'ombrelle[11].

### Magazine
- Art et Décoration, 1897, volume 1, extrait en ligne